# Сімейна атмосфера (фільм)
«Сімейна атмосфера» (фр. Un air de famille) — французький комедійний фільм 1996 року поставлений режисером Седріком Клапішем за однойменною п'єсою Жана-П'єра Бакрі та Аньєс Жауї. У 1997 році фільм отримав 3 кінопремії «Сезар» з п'яти категорій у яких був номінований .

## Сюжет
За традицією, кожної п'ятниці родина Менарів збирається у кафе-барі під заспокійливоюю назвою Au Père tranquille («Тихий батько»). Колись кафе належало батькові сімейства, а тепер перейшло до середнього сина, Анрі (Жан-П'єр Бакрі). У нього є брат, успішний бізнесмен і загальний улюбленець Філіп (Владимир Йорданофф). Анрі усе життя перебуває в тіні брата, вважаючись «черговим дурником» в сім'ї; на нього майже не звертають уваги. Бетті (Аньєс Жауї) — їхня 30-річна сестра, щира «пацанка» — феміністка, яку мати (Клер Мор'є) та брат Анрі навперебій, — мало не єдиний раз проявивши одностайність, — невтомно шпетять за нездатність створити сім'ю й мати більш жіночний вигляд.
Взаємовідносини між членами сім'ї найрізноманітніші, і ось, коли гості йдуть, й усі залишаються в родинному колі, поступово стає зрозумілим, що в стосунках усіх членів сім'ї — дуже висока напруга. Схоже, уже давно та міцно один одного дратують, маючи масу взаємних претензій… 

## В ролях
| Жан-П'єр Бакрі     | ···· | Анрі               |
| Жан-П'єр Дарруссен | ···· | Дені               |
| Катрін Фро         | ···· | Йоланда            |
| Аньєс Жауї         | ···· | Бетті              |
| Клер Мор'є         | ···· | мадам Менар, мати  |
| Владимир Йорданофф | ···· | Філіп              |
| Ален Гійо          | ···· | ведучий            |
| Софі Симон         | ···· | мати у 1967 році   |
| Седрік Клапіш      | ···· | батько у 1967 році |
| Антуан Чаппі       | ···· | сусід              |

## Визнання
| Нагороди та номінації фільму «Сімейна атмосфера» | Нагороди та номінації фільму «Сімейна атмосфера» | Нагороди та номінації фільму «Сімейна атмосфера» | Нагороди та номінації фільму «Сімейна атмосфера» | Нагороди та номінації фільму «Сімейна атмосфера» | Нагороди та номінації фільму «Сімейна атмосфера» |
| Рік                                              | Кінофестиваль/кінопремія                         | Категорія/нагорода                               | Номінант                                         | Результат                                        |                                                  |
| ------------------------------------------------ | ------------------------------------------------ | ------------------------------------------------ | ------------------------------------------------ | ------------------------------------------------ | ------------------------------------------------ |
| 1996                                             | Кінофестиваль у Гарданні (Франція)               | Приз глядацької аудиторії                        | Сімейна атмосфера                                | Перемога                                         |                                                  |
| 1996                                             | Монреальський кінофестиваль                      | Спеціальний Гран-прі журі                        | Седрік Клапіш                                    | Перемога                                         |                                                  |
| 1996                                             | Монреальський кінофестиваль                      | Нагорода Голос народу                            | Седрік Клапіш                                    | Перемога                                         |                                                  |
| 1997                                             | Премія «Люм'єр»                                  | Найкращий режисер                                | Седрік Клапіш                                    | Перемога                                         |                                                  |
| 1997                                             | Премія «Люм'єр»                                  | Найкращий сценарій                               | Седрік Клапіш, Жана-П'єра Бакрі, Аньєс Жауї      | Перемога                                         |                                                  |
| 1997                                             | Премія «Сезар»                                   | Найкращий фільм                                  | Сімейна атмосфера                                | Номінація                                        |                                                  |
| 1997                                             | Премія «Сезар»                                   | Найкраща режисерська робота                      | Седрік Клапіш                                    | Номінація                                        |                                                  |
| 1997                                             | Премія «Сезар»                                   | Найкращий актор другого плану                    | Жан-П'єр Дарруссен                               | Перемога                                         |                                                  |
| 1997                                             | Премія «Сезар»                                   | Найкраща акторка другого плану                   | Катрін Фро                                       | Перемога                                         |                                                  |
| 1997                                             | Премія «Сезар»                                   | Найкраща акторка другого плану                   | Аньєс Жауї                                       | Номінація                                        |                                                  |
| 1997                                             | Премія «Сезар»                                   | Найкращий сценарій                               | Седрік Клапіш, Жана-П'єра Бакрі, Аньєс Жауї      | Перемога                                         |                                                  |